# Köpstad-Biskopsbo
Köpstad-Biskopsbo este o arie protejată (arie specială de conservare — SAC, sit de importanță comunitară — SCI) din Suedia întinsă pe o suprafață de 26,7 ha, integral pe uscat.

## Localizare
Centrul sitului Köpstad-Biskopsbo este situat la coordonatele 57°21′45″N 14°29′15″E / 57.3625°N 14.4875°E.

## Înființare
Situl Köpstad-Biskopsbo a fost declarat sit de importanță comunitară în decembrie 1998 pentru a proteja un număr necunoscut de specii din flora spontană și fauna sălbatică aflate în arealul zonei. Situl a fost protejat și ca arie specială de conservare în martie 2011.

## Biodiversitate
Situată în ecoregiunea boreală, aria protejată conține 4 habitate naturale: Pajiști cu Molinia pe soluri calcaroase, turboase sau argilos-nămoloase (Molinion caeruleae), Fânețe de joasă altitudine (Alopecurus pratensis, Sanguisorba officinalis), Pajiști fino-scandinave uscate până la mezice, bogate în specii de altitudine mică, Pajiști uscate europene.
La baza desemnării sitului se află un număr nedeclarat de specii protejate.